# سمير الخادم
سمير عبد الله الخادم (1 يناير 1958

) سياسي بحريني.

## السيرة
ولد الخادم في مدينة الحد في 1 يناير 1958. حصل على شهادة الثانوية العامة التخصص العلمي.
في انتخابات المجلس البلدي لعام 2002 فاز بمقعد الدائرة التاسعة في محافظة المحرق بعدما حصل على ما نسبته 67.22%. وفي انتخابات عام 2006 فاز بمقعد الدائرة الثامنة في محافظة المحرق بعدما جمع 3162 صوت ما نسبته 71.98%. وفي انتخابات عام 2010 خسر مقعد الدائرة من جولة الإعادة بعدما جمع 2064 صوت ما نسبته 45.81%.
وفي انتخابات مجلس النواب لعام 2012 فاز بمقعد الدائرة الثامنة في محافظة المحرق من جولة الإعادة بعدما جمع 1739 صوت ما نسبته 52.81% وذلك بسبب تعيين نائبها السابق غانم البوعينين وزير دولة لشئون الخارجية. وفي انتخابات عام 2014 خسر مقعد الدائرة بعدما جمع 3020 صوت ما نسبته 40.05%.